# Шулькевич Борис Львович
Борис Львович Шулькевич (30 жовтня 1889, Хабне, Радомисльський повіт, Київська губернія — 16 серпня 1951) — протоієрей, ректор Київської духовної семінарії.

## Біографія

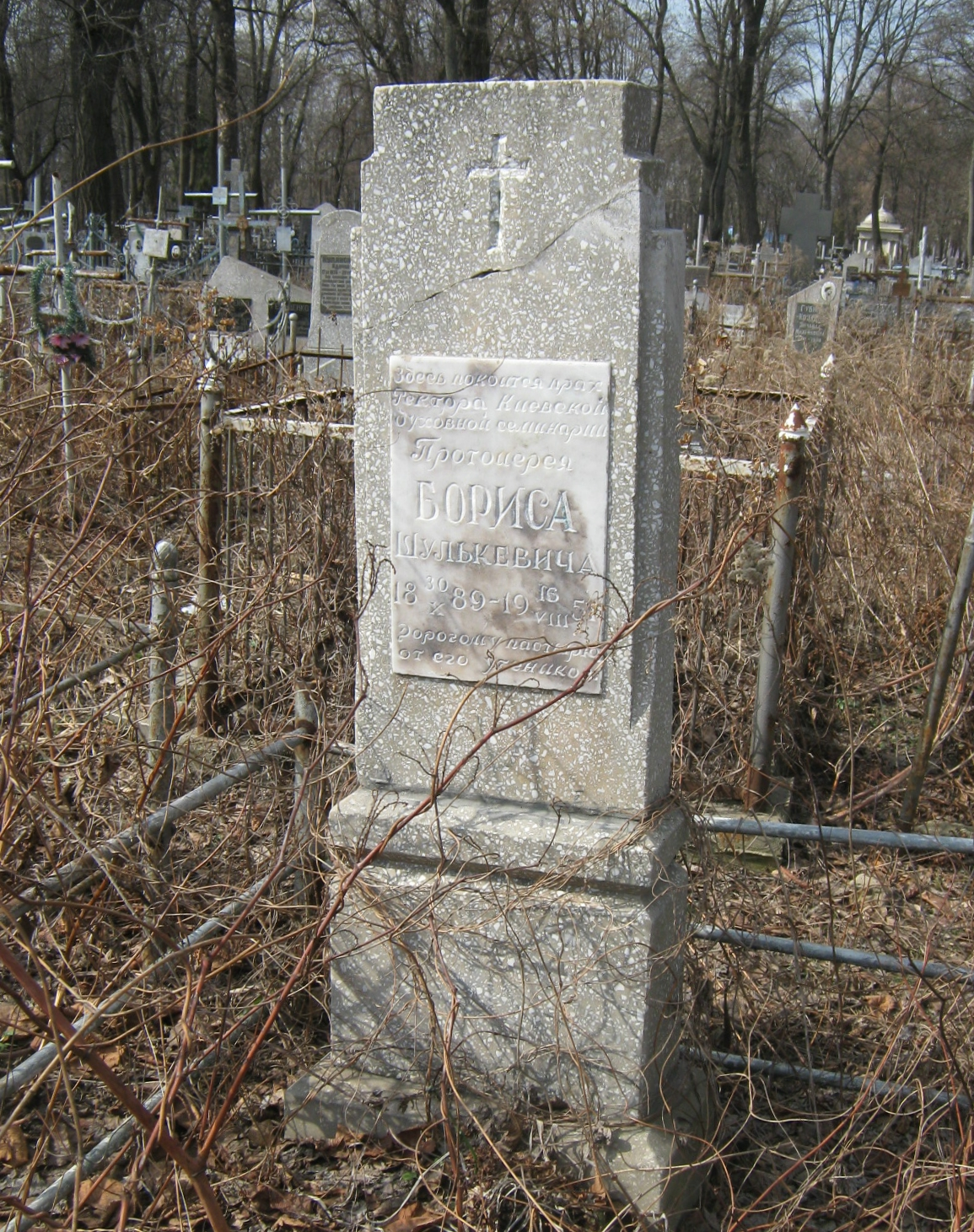
Могила Бориса Шулькевича

Народився 30 жовтня 1889 року в містечку Хабному Радомисльського повіту Київської губернії в родині священика.
1904 року закінчив Києво-Софійське духовне училище, 1910 року — Київську духовну семінарію, 1914 року — Київську духовну академію зі ступенем кандидата богослов'я.
Був призначений викладачем у Волинську духовну семінарію, а потім переведений до Житомирського духовного училища, де й працював до 1920 року.
З 1920 року викладав у світських навчальних закладах. Зокрема, 1920 року став директором Малинської семирічної трудової школи.
Близько 20 років працював на кафедрі лінгвістики у Київському педагогічному інституті імені О. М. Горького (нині НПУ ім. М. П. Драгоманова).
У квітні 1942 року висвячений у сан священика і призначений до Покровського храму на Пріорці.
У 1943 році, через сімейні обставини, переведений священиком у м. Радомишль, де був одночасно і благочинним Радомишльського району.
Після повернення до Києва у вересні 1946 року служив настоятелем Ніколо-Притиського храму. З відкриттям Київської духовної семінарії у 1947 році ніс послух викладача та настоятеля Свято-Андріївського храму.
Помер по дорозі з Одеси до Києва 16 серпня 1951 року. Похований в Києві на Лук'янівському цвинтарі (ділянка № 21).